# 蘇阿馬農加
蘇阿馬農加（Soamanonga）為位在馬達加斯加的城鎮，由阿齊莫-安德列發那區南貝蒂烏基縣（Betioky Sud District）管轄。2001年人口普查估計該城鎮人口約有9,000人。
該城鎮的教育機構僅有小學。該城鎮有60%的居民為農民，另外有35%的居民從事畜牧業。甘蔗和稻米為該城鎮最主要的作物，而其他主要作物尚有木薯等。另外從事服務業的居民佔該城鎮勞動人口的5%。